# レジスタ!
『レジスタ!』は、藤丸による日本の漫画作品。『ゲッサン』（小学館）にて、2024年10月号から連載中。藤丸としては一般誌初連載作品となる。

## あらすじ
作詞家花田和巳はある日の出来事を境に恋愛感情を捨てた。そんなある日、引っ越し先近くのスーパーであるレジ打ちの女性店員と出会って運命が変わっていく。

## 登場キャラクター
花田和巳（はなだ かずみ）
36歳。フリーの作詞家。黒髪短髪あご鬚。8年前に口約束で婚約していた女性を寝取られて、婚約解消したことで恋愛にコンプレックスを持ち、ラブソングを書くのが苦手となった。ある日スーパーで志乃崎と出会ったことで少しずつひかれていく。
志乃崎純（しのざき じゅん）
高3の女子高校生でスーパーでレジ打ちのアルバイトをしている。黒髪長髪だが、スーパーで働く際は束ねている。顔の右下に黒子がある。学校でモテるが、恋愛感情になったことがほとんどないため、すぐ振る。常連客和巳のことが気になっていく。

## 書誌情報
- 藤丸『レジスタ！』小学館〈ゲッサン少年サンデーコミックス〉、既刊1巻（2025年4月11日現在）
  1. 2025年4月11日発売[1][4]、ISBN 978-4-09-854077-8